# Napirasu
Napirasu était l'épouse de Untash-Napirisha roi d'Élam dans le sud-ouest de l'Iran actuel qui a régné vers 1345 à 1305 av. J.-C. Son nom vient de Napirisha, une divinité de l'Élam. Elle était probablement la fille du roi babylonien Burna-Buriash II .

## La statue
La statue de Napirasu est une statue du Département des antiquités orientales du musée du Louvre à Paris. C'est l'une des œuvres majeures de l'art élamite. Elle a été retrouvée à Suse, la capitale de l'Elam.
La statue est de taille naturelle, mais la tête et la majeure partie du bras gauche manquent. La reine est debout vêtue d'une longue et large robe. Elle porte une chemise à manches courtes et avec quatre bracelets sur son bras droit. La partie supérieure de la chemise est décorée d'un motif de cercles avec des points ressemblant à des yeux. La jupe qu'elle porte semble s'enrouler autour du corps ; elle est ornée de motifs géométriques. La partie inférieure de la jupe semble figurer des franges. Les mains sont croisées sur le ventre, avec lesquelles le personnage adopte une posture de prière. Sur le devant se trouve une inscription en élamite gravée après moulage avec une malédiction contre quiconque endommagerait la statue ou son inscription. Sont invoqués les dieux élamites Napirisha, Kiririsha, Inshushinak. La statue était probablement autrefois décorée de feuilles d'argent et d'or ,.
La statue a été trouvée en 1903 par Jacques de Morgan (1857-1924) dans le temple de la divinité sumérienne Ninhursag, fondé par le roi sumérien Shulgi (environ 2094 à 2047 av.J.-C.). C'est sans doute l'origine babylonienne de la reine qui explique la présence de la statue dans le temple d'une divinité mésopotamienne et non élamite .
La statue présente la particularité d'être pleine et non pas creuse comme une cloche. Elle a été coulée dans un moule pour le noyau de bronze de teneur en étain de 11 %. La coque en couverture, en cuivre avec une teneur en étain de seulement 1%, est réalisée avec la technique de la cire perdue. Les deux parties étaient solidarisées par des broches,. Après la fonte, le drapé a été retravaillé à froid avec des ciselures.